# Austria przyłączona do III Rzeszy

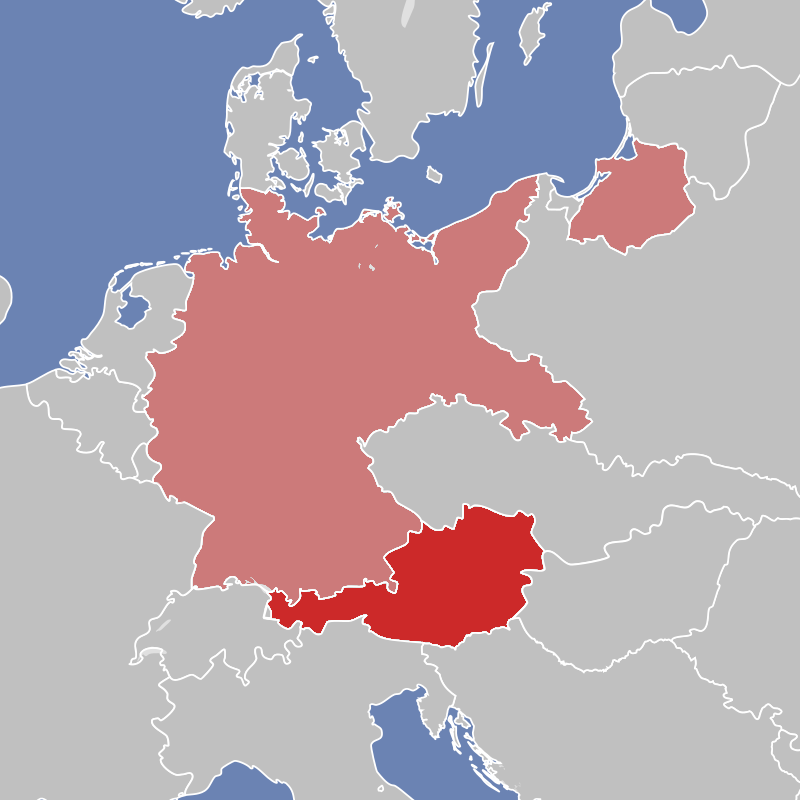
Mapa nazistowskich Niemiec po przyłączeniu Austrii

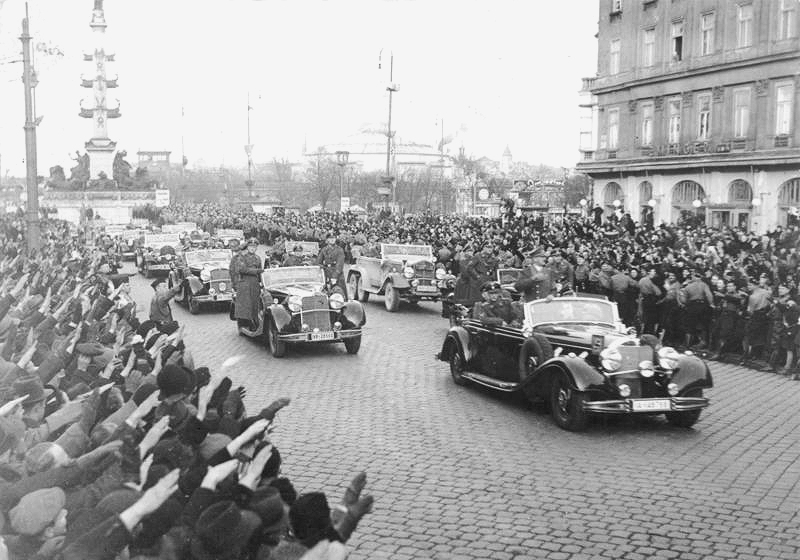
Tłumy Austriaków pozdrawiają Hitlera na ulicy Wiednia

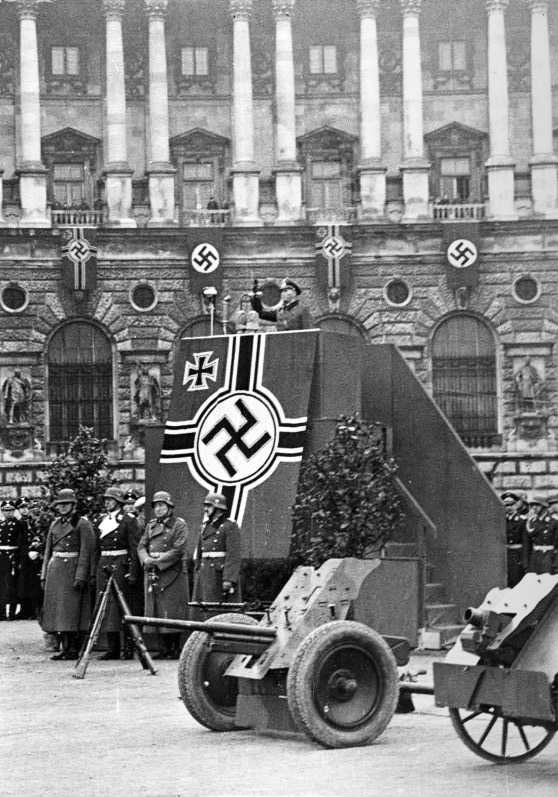
Generał Werner Kienitz przyjmuje przysięgę Austriaków wcielonych do Wehrmachtu na Heldenplatz w Wiedniu

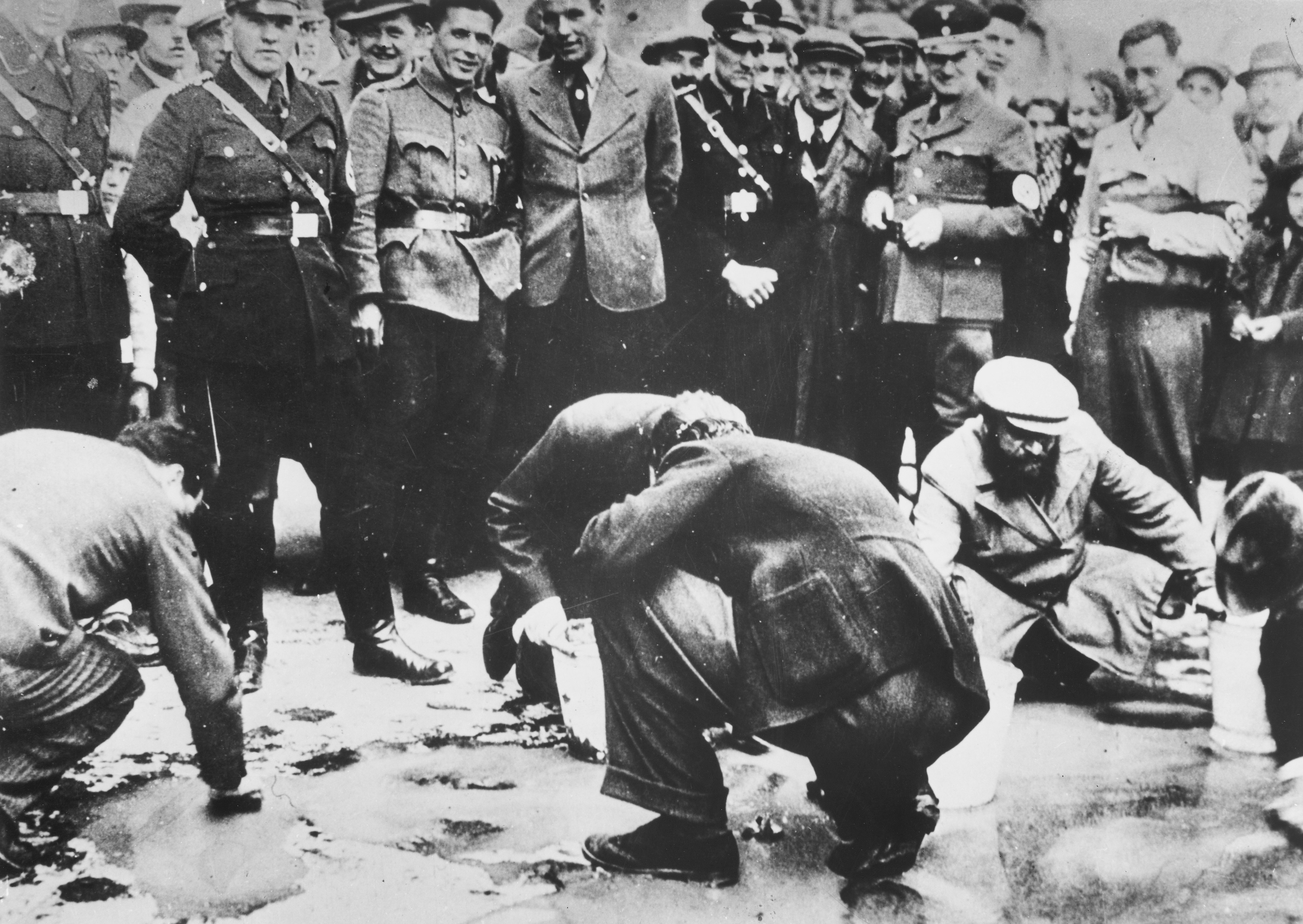
Austriaccy mundurowi i cywile przyglądają się Żydom zmuszonym do szorowania chodnika w Wiedniu

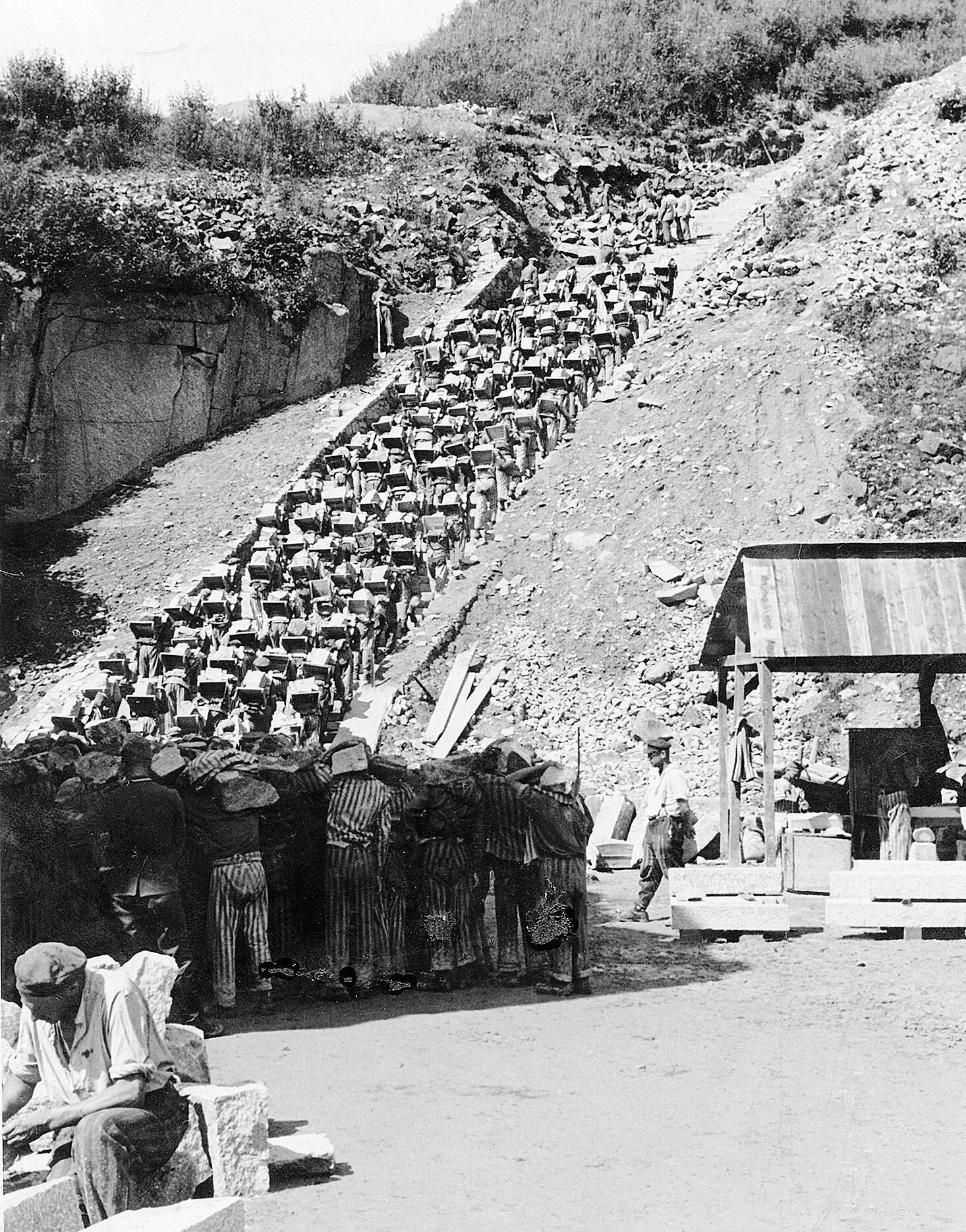
„Schody śmierci” w obozie koncentracyjnym Mauthausen

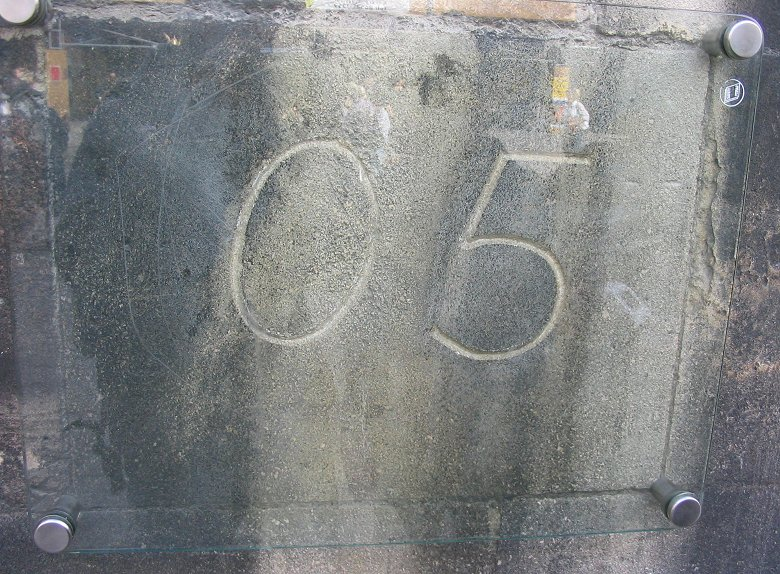
Znak austriackiej antynazistowskiej grupy ruchu oporu O5 na murach katedry św. Szczepana w Wiedniu

Okupacja aliancka Austrii – podział na strefy

Austria przyłączona do III Rzeszy – okres w historii Austrii trwający od 1938 do 1945 roku, w którym była częścią nazistowskich Niemiec.

## Ujednolicenie
Po anszlusie Austrii dokonanym 12 marca 1938 roku polityka, kultura i prasa zostały poddane radykalnemu zglajchszaltowaniu. Poprzez wzajemne oddziaływanie terroru i propagandy narodowi socjaliści skonsolidowali swoją władzę w Austrii, gdzie symbole republiki zostały zakazane i szybko usunięte. Pod zdecydowanym kierownictwem tymczasowego szefa Narodowosocjalistycznej Niemieckiej Partii Robotników (NSDAP) w Austrii i komisarza ds. Zjednoczenia Austrii z Rzeszą Josefa Bürckla dokonano włączenia państwa jako „Ostmark” do Rzeszy Niemieckiej. Austriackie banknoty straciły ważność jako prawny środek płatniczy 26 kwietnia 1938 roku, a monety były stopniowo wycofywane z transakcji płatniczych. Przyjęcie niemieckich praw i przepisów obejmowało również zakaz reklamy środków antykoncepcyjnych. Podobnie jak w „Starej Rzeszy” w 1933 roku, w Austrii szczególnie zachęcano do zawierania małżeństw, a więc przede wszystkim do wzrostu urodzeń, między innymi za pomocą pożyczek i wprowadzenia obligatoryjnych małżeństw cywilnych 1 sierpnia 1938 roku. W rzeczywistości liczba urodzeń wzrosła od 1937 do 1940 roku z 92 000 do 154 000.
Propaganda nazistowska niestrudzenie legitymizowała integrację nazistowskich Niemiec z Austrią z perspektywy rasowej, jako „naturalne” i od dawna oczekiwane zjednoczenie. Przedstawienia świecących swastyk na niebie nad znanymi miejscami w Austrii nabrały charakteru pseudoreligijnych obietnic zbawienia. W centrum wysiłków propagandowych był rodowity Austriak Adolf Hitler, który teraz sprowadził swoją ojczyznę do Rzeszy. Przedstawienie wizyty Hitlera na grobie rodziców w Leonding koło Linzu 13 marca 1938 roku miało podkreślić emocjonalny charakter tego wydarzenia. Z drugiej strony w każdych okolicznościach zapobiegano emocjonalno-patriotycznej pamięci o Austrii i szczególnej świadomości tożsamościotwórczej wśród ludności. Nowy obszar Rzeszy mógł początkowo być określany tylko jako „Ostmark” w oficjalnym ruchu drogowym, w 1942 roku nadano mu zbiorczą nazwę „Alpen- und Donaureichsgaue”. Termin „Austria” poza bardzo nielicznymi wyjątkami, zniknął z oficjalnego użycia a kraje związkowe Dolna i Górna Austria zostały przekształcone w okręgi Górnego i Dolnego Dunaju wraz z okręgami Wiedeń, Karyntia, Salzburg, Styria i Tyrol. Popularny klub piłkarski Austria Wiedeń został na krótko przemianowany na Ostmark Wiedeń po wydaleniu jego licznych żydowskich członków, ale pozwolono mu powrócić do starej nazwy latem 1938 roku. Nazistowskie władze miały mniej problemów z First Vienna FC 1894, który zachował swoją angielską nazwę i zdobył Puchar Niemiec w 1943 roku. Jeszcze większy sukces odniósł Rapid Wiedeń, który jako jedyny zespół z Austrii świętował zdobycie mistrzostwa Niemiec w 1941 roku.

## Prześladowania
„Aryzacja” i antysemickie ustawy norymberskie zostały szybko przeniesione do Austrii po „przyłączeniu” do Rzeszy Niemieckiej. Przede wszystkim w Wiedniu, gdzie w 1938 roku mieszkało około 167 000 z około 182 000 austriackich Żydów, natychmiast rozpoczęto znęcanie się nad ludnością żydowską. Narodowi socjaliści zmuszali Żydów do usuwania antyhitlerowskich haseł z domów i ulic lub oznaczania żydowskich sklepów antyżydowskimi hasłami w upokarzających „szorowaniach” przy aplauzie licznych gapiów. 26 sierpnia 1938 roku w Wiedniu utworzono Centralny Urząd Emigracji Żydów. Na czele organizacji stał esesman Adolf Eichmann, który został przydzielony do Wiednia przez Wydział Żydowski Sicherheitsdienst (SD), którego zadaniem było koordynowanie i popieranie emigracji Żydów. Do końca 1939 roku, pod naciskiem Eichmanna, ponad 100 000 Żydów opuściło swoją ojczyznę i pozostawiło swój majątek, a do 1941 roku kolejne 30 000.     
Od samego początku prześladowania dotknęły również Sinti i Romów mieszkających w Austrii, a także przeciwników politycznych nazistów, takich jak socjaldemokraci, socjaliści i komuniści, ale także chrześcijańscy socjaliści i monarchiści. Tym, którzy nie chcieli lub nie mogli emigrować na czas groziło aresztowanie, wieloletnie więzienie lub śmierć. Pierwsi więźniowie z Austrii zostali przeniesieni do obozu koncentracyjnego w Dachau 1 kwietnia 1938 roku, w tym artyści tacy jak pisarz Jura Soyfer, znany wówczas artysta kabaretowy Fritz Grünbaum, librecista i kompozytor Fritz Löhner-Beda i pisarz Viktor Matejka. Od sierpnia 1938 roku więźniowie przetrzymywani byli także w nowo wybudowanym obozie koncentracyjnym w Mauthausen koło Linzu. Pisarz Egon Friedell uniknął aresztowania przez Gestapo 16 marca 1938 roku, popełniając samobójstwo. Inni pisarze i publicyści, tacy jak Robert Musil, Elias Canetti, Friedrich Torberg i Hans Weigel wyemigrowali, podobnie jak około 1500 innych pisarzy i dziennikarzy oraz tysiące innych Austriaków.

## Gospodarka
Od 1938 do 1942 roku liczba członków NSDAP wzrosła z około 127 000 do ponad 688 000 Austriaków. Ze względu na pozytywne zmiany, które nastąpiły po marcu 1938 roku, wielu Austriaków, którzy mieli zastrzeżenia do anszlusu, stosunkowo szybko pogodziło się z nazistowskim reżimem. Wymiana waluty po korzystnym kursie wymiany 1,5 szylinga zamiast zwykłego kursu rynkowego 2,15 szylinga za 1 reichsmarkę zwiększyła dochód realny. Wielu Austriaków odniosło bezpośrednie korzyści z rosnącej liczby turystów ze „Starej Rzeszy”, którzy odwiedzali regiony alpejskie i naddunajskie, prywatnie lub w ramach programów „Kraft durch Freude” (KdF). W 1938 roku co dziesiąty wyjazd KdF, a rok później co drugi odbywał się do Austrii, która stała się najpopularniejszym celem podróży w Rzeszy Niemieckiej. Turystyka masowa była również celowo wykorzystywana w sensie „braterstwa narodowego”. Do lata 1939 roku dziesiątki tysięcy bezrobotnych znalazło zatrudnienie w niemieckim przemyśle, który w wyniku zbrojeń zaczął produkować bardzo dużo sprzętu wojskowego. Gospodarka austriacka została bezpośrednio objęta programem przymusowego zbrojenia, w Linzu Reichswerke Hermann Göring stał się jednym z czołowych producentów stali w Rzeszy. Hitler planował także zbudować w mieście „Muzeum Führera”, które miało gromadzić i wystawiać europejską sztukę dawnych mistrzów do XVIII wieku oraz obrazy z Niemiec i Austrii z XIX wieku. Zgodnie z rozporządzeniem z czerwca 1938 roku, Hitler zapewnił sobie prawo wyboru dzieł spośród skonfiskowanych skarbów sztuki do planowanego muzeum. Po rozpoczęciu wojny do Linzu trafiały także dzieła sztuki i dobra kultury zrabowane z muzeów, kościołów, klasztorów, archiwów i prywatnych kolekcji w okupowanej Europie.

## II wojna światowa
Sukcesy Wehrmachtu w pierwszej fazie II wojny światowej aż do 1941 roku zostały przyjęte z entuzjazmem w całej Rzeszy Niemieckiej. Do 1945 roku w Wehrmachcie, Waffen-SS i od jesieni 1944 roku w Volkssturmie służyło około 1,2 miliona Austriaków. Szacuje się, że do 1945 roku w armiach alianckich walczyło około 100 000 Austriaków, a od 1942 roku byli aktywni w organizacjach partyzanckich lub w różnych grupach oporu w Austrii przeciwko reżimowi nazistowskiemu. Opór był wspierany głównie przez ruch robotniczy, przede wszystkim przez komunistów, a także przez siły konserwatywne. Nie udało się jednak osiągnąć wielkiej skuteczności, nie istniała wspólna organizacja ruchu oporu. Często dzięki donosom Gestapo zdołało zlikwidować liczne organizacje i grupy, ponad 35 000 Austriaków straciło życie w walce z nazistowskim państwem. Po zwycięstwie nad narodowosocjalistycznymi Niemcami głównym celem większości ugrupowań ruchu oporu było przywrócenie niepodległej Austrii, co również zostało ogłoszone celem wojennym przez Związek Radziecki, Wielką Brytanię i Stany Zjednoczone na konferencji moskiewskiej w październiku 1943 roku.
Pod koniec marca 1945 roku Armia Czerwona, przybywająca z Węgier, dotarła na terytorium Austrii i 13 kwietnia zdobyła Wiedeń. 27 kwietnia rząd tymczasowy socjaldemokraty Karla Rennera proklamował utworzenie Republiki Austrii, która jednak początkowo znajdowała się pod aliancką okupacją i do 1955 roku była podzielona na cztery strefy okupacyjne. Około 260 000 żołnierzy i ponad 215 000 cywilów z Austrii zginęło podczas II wojny światowej, w tym 65 500 deportowanych i zamordowanych Żydów. 20 000 Austriaków, którzy zostali zamordowani w ramach „eutanazyjnej” Akcji T4, również padło ofiarą nazistowskiego fanatyzmu rasowego, większość z nich w zamku Hartheim w Górnej Austrii.